# Levant Fair

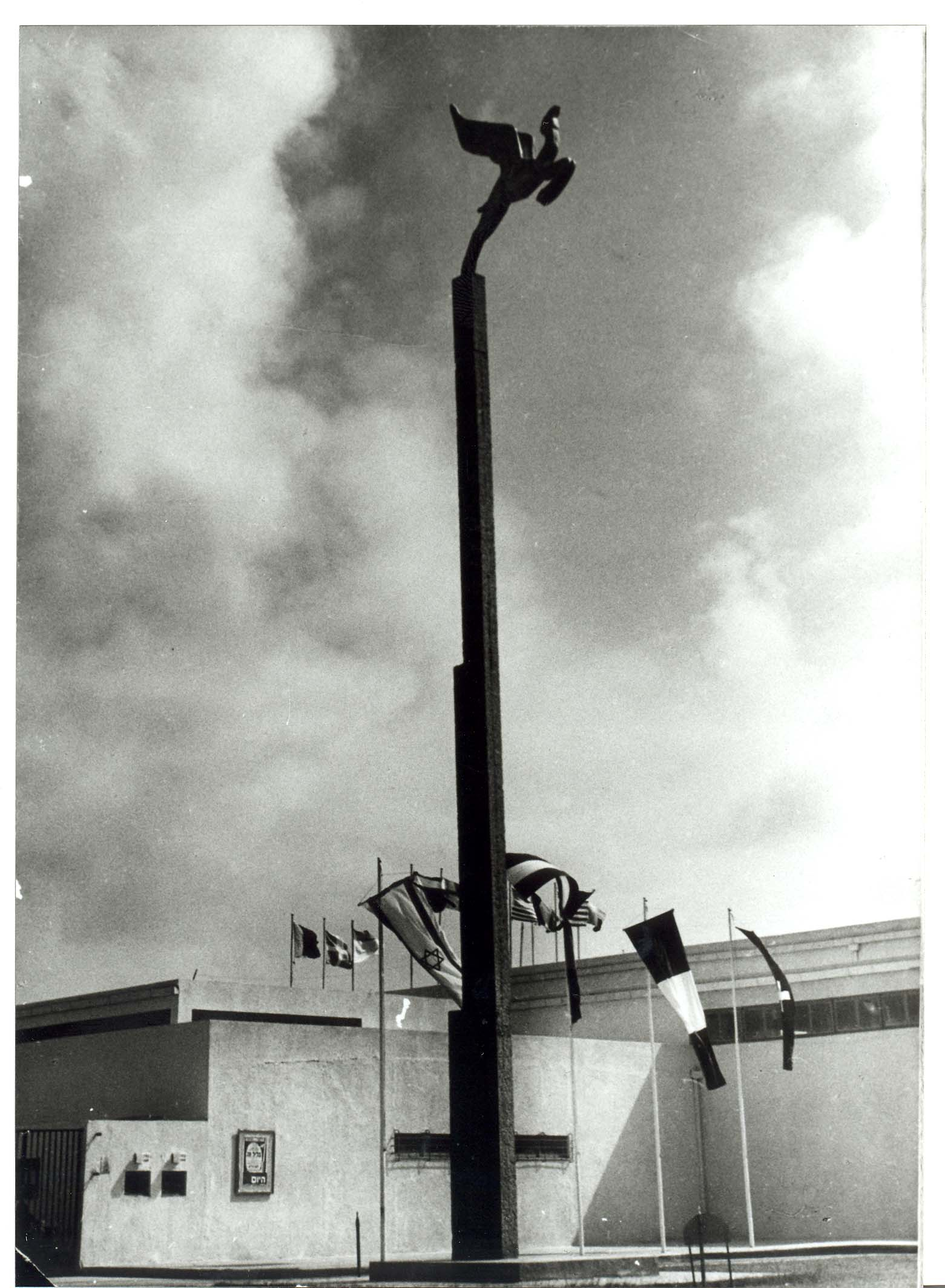
O logotipo

A Feira do Oriente ou Levant Fair (em hebraico: יריד המזרח; Yarid HaMizrach) foi uma feira internacional realizada em três edições na cidade de Tel Aviv  nos anos de 1932, 1934 e 1936.

## As primeiras feiras
Em 1924 surgiu o embrião do que viria a se tornar a Feira do Levante. Organizada numa escola para meninos, na rua Ahad Ha’am, ela transcorreu de maneira modesta e silenciosa, principalmente para não atrapalhar aos alunos que estavam em suas aulas nas salas ao lado.
Contudo, uma das principais conquistas deste evento foi a participação, sem qualquer tipo de discriminação, dos empresários locias. Árabes e Judeus estavam nesta empreitada em conjunto e, inclusíve, jornais árabes teciam elogios à organização do evento por abrir a porta a todos e não apenas aos habitantes judeus.
À terceira feira, em 1926, pavilhões temporários foram construídos só para recebe-la e, a partir dela, o projeto começou a crescer.
Em 1929 a então IV Feira da Palestina e do Oriente Médio, batizada informalmente como a “A Feira do Jubileu”, por celebrar os 20 anos da cidade já mostrava todo o potencial do evento.
Com o seu sucesso nos anos anteriores, uma área de 36.000 m² foi reservada à Feira que foi a primeira a contar com um número expressivo de expositores estrangeiros, 120 dos 330.  Mais de 120 mil pessoas passaram por ela.

## 1932, a Primeira Feira do Levante
A movimentação que a Feira causava já era sentinda ao redor do globo, principalmente nos países do Levante. O orgulho sionista pelo empreendimento era tanto que em 1932 um jornal judaico alemão publicou: 
O que foi exibido em Tel Aviv hoje não foi direcionado para Jerusalém e Haifa, ou Jenin e Nazaré, mas também para atingir tão longe quanto Bagda, Damasco ou Aman. Todos os países que hoje têm como problema encontrar mercados consumidores às suas economias, podem ver aqui uma oportunidade para uma nova expansão.
Esta feira, a primeira a ter o nome oficial de Feira do Levante, teve a presença de quase 300 mil visitantes em suas instalações.
Um total de 831 empresas de mais de 20 países estavam dispostas na Feira. Nações europeias como Suíça e os rivais Reino Unido e União Soviética, compareceram no local. Contudo, o mais impressionante eram os países árabes, como o Egito e Síria, e majoritariamente muçulmanos, como a Turquia, que marcavam presença.
Foi nesta feira que o símbolo do Camelo voador iria subtituir a Gazela e se tornaria também um ícone da cidade de Tel Aviv.

## 1934
Em 1934, aconteceria a maior de todas Feiras do Levante. 
Celebrando, também o Jubileu de Prata de Tel Aviv, pelos seus 25 anos, ela contou com a presença do Alto Comissãrio Britânico, Sir Arthur Wauchope tanto no lançamento da pedra fundamental da região designada a este e futuros eventos, como também em sua inauguração.

### Um local definitivo
O sucesso dos eventos anteriores, principalmente de 1932, motivaram os organizadores a pensar numa feira de carater bienal. Para isso, junto ao arquiteto Sir Richard Kauffman, construiram uma grande área de 100m2 para receber não somente este, mas também os próximos eventos.
Construído junto as margens do rio Yarkon, o projeto de Kauffman, seguia o Estilo Internacional proposto pela Escola de Bauhaus.
A Feira do Levante foi um grande sucesso, sendo a quarta maior do mundo em seu tempo, atraindo mais de 600 mil visitantes com expositores de mais de 30 países, incluindo seus vizinhos árabes.
Uma novidade neste ano fora o pavilhão libanês, por mais que ainda não fosse um país autônomo. O então representante do Líbano, que hoje não possui relações com Israel, elogiou muito o evento, indicando que este tipo de ação era importante para cultivar a amizade tradicional entre dois vizinhos.

### O Legado
A Feira do Levante já começava a trazer frutos. Além de seu objetivo principal, de desenvolver a indústria local, majoritariamente agrícola, os resultados também eram observados internamente. Era possível notar um grande desenvolvimento cultural e uma aproximação entre as nações levantinas. 
Contudo, este fora o último grande ano da feira. A executiva Árabe já orientava a sua população a boicotar o evento em 1934. E, em 1936, algo ainda maior aconteceu.

## 1936, a última Feira do Levante
Tudo estava organizado para a Terceira Feira do Levante. Devido ao sucesso de 1934, mais 30 mil m² foram adicionados ao projeto de Kauffman. 36 países e 4 mil expositores estavam confirmados, sendo quase 70% destes internacionais. 

### A Grande Revolta Árabe
Em grande parte fruto das grandes migrações judaicas à região da Palestina decorrente de perseguissões religiosas, em 1936 começa A Grande Revolta Árabe, que se iniciou em abril deste ano e se pronlongou até 1939.
Além das grandes manifestações e ataques aos britânicos e judeus locais, os trabalhadores do porto de Jaffa começaram uma greve geral, que durou de abril a outubro. Com isso, boa parte dos expositores internacionais, não conseguiram comparecer.
A feira, que estava prevista para acontecer de 30 de abril até 30 de maio, ocorreu mas sem todo o brilho dos eventos anteriores. 

O próprio Alto Comissário, em seu telegrama enviado aos organizadores em 25 de Maio de 1936 deixou isso bem evidente: 
Congratulo os organizadores e também os cidadões pela louvável demonstração de energia, determinação e confiança que não permitiram que as dificuldades temporárias encontradas localmente interfirissem nos negócios de Tel Aviv, ou no sucesso da Feira do Levante.

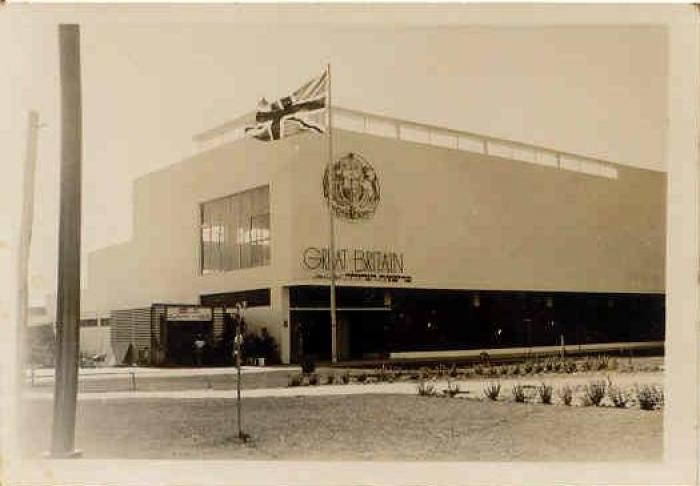
O pavilhão britânico
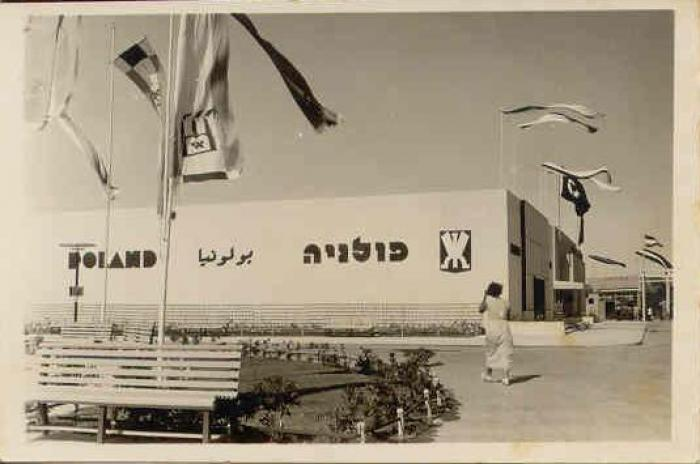
O pavilhão polonês
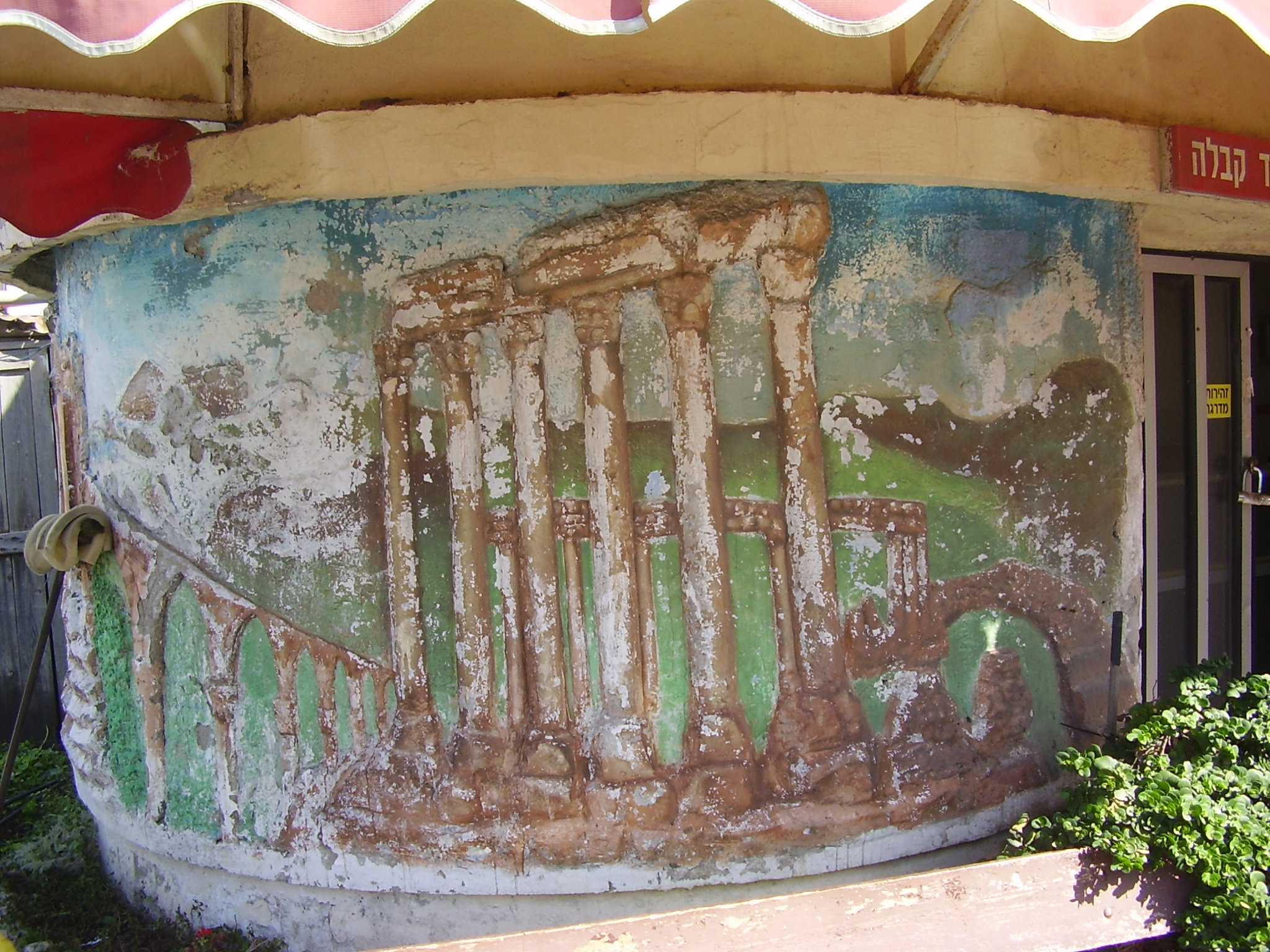
Pavilhão libanês hoje
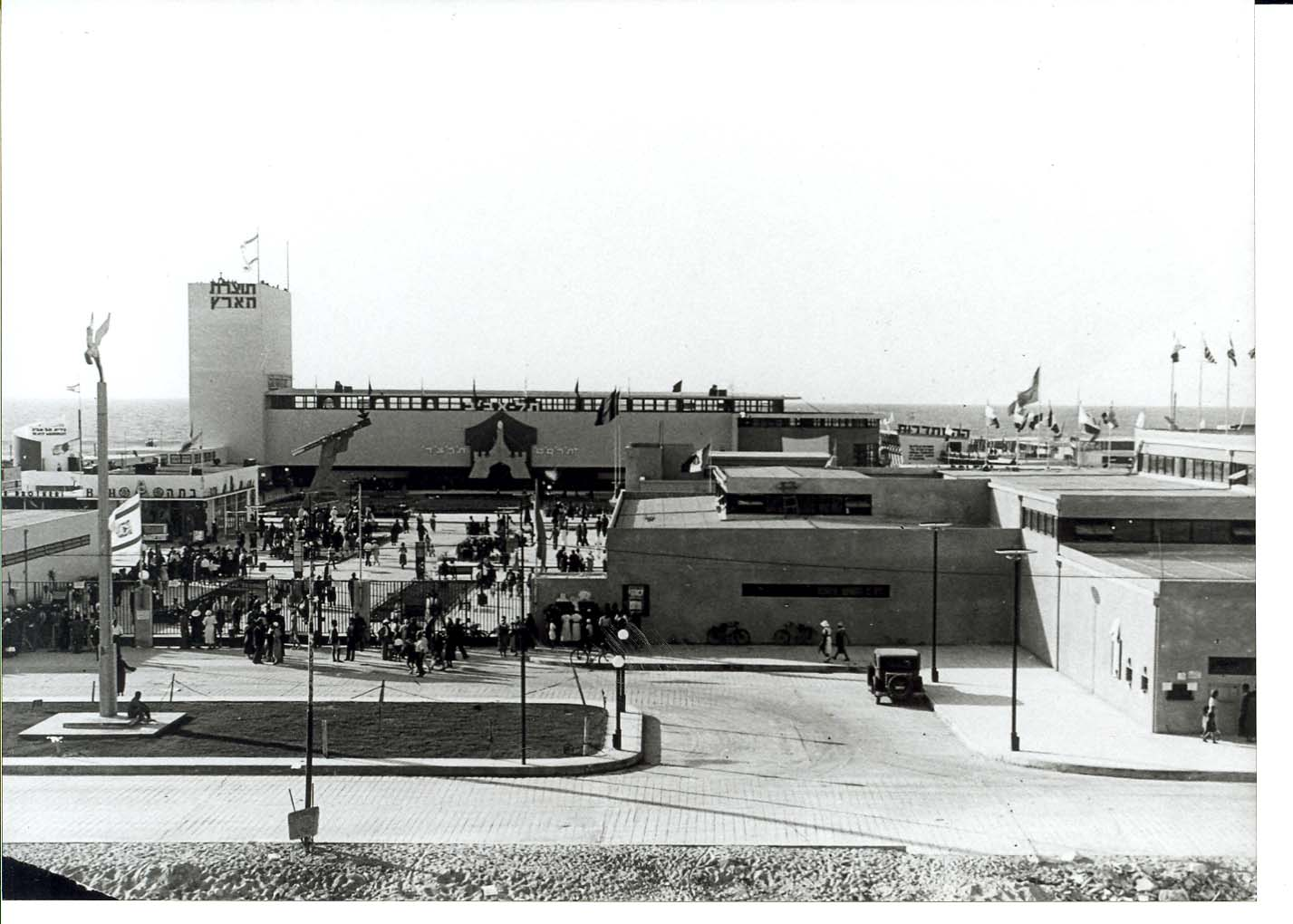
A praça de entrada
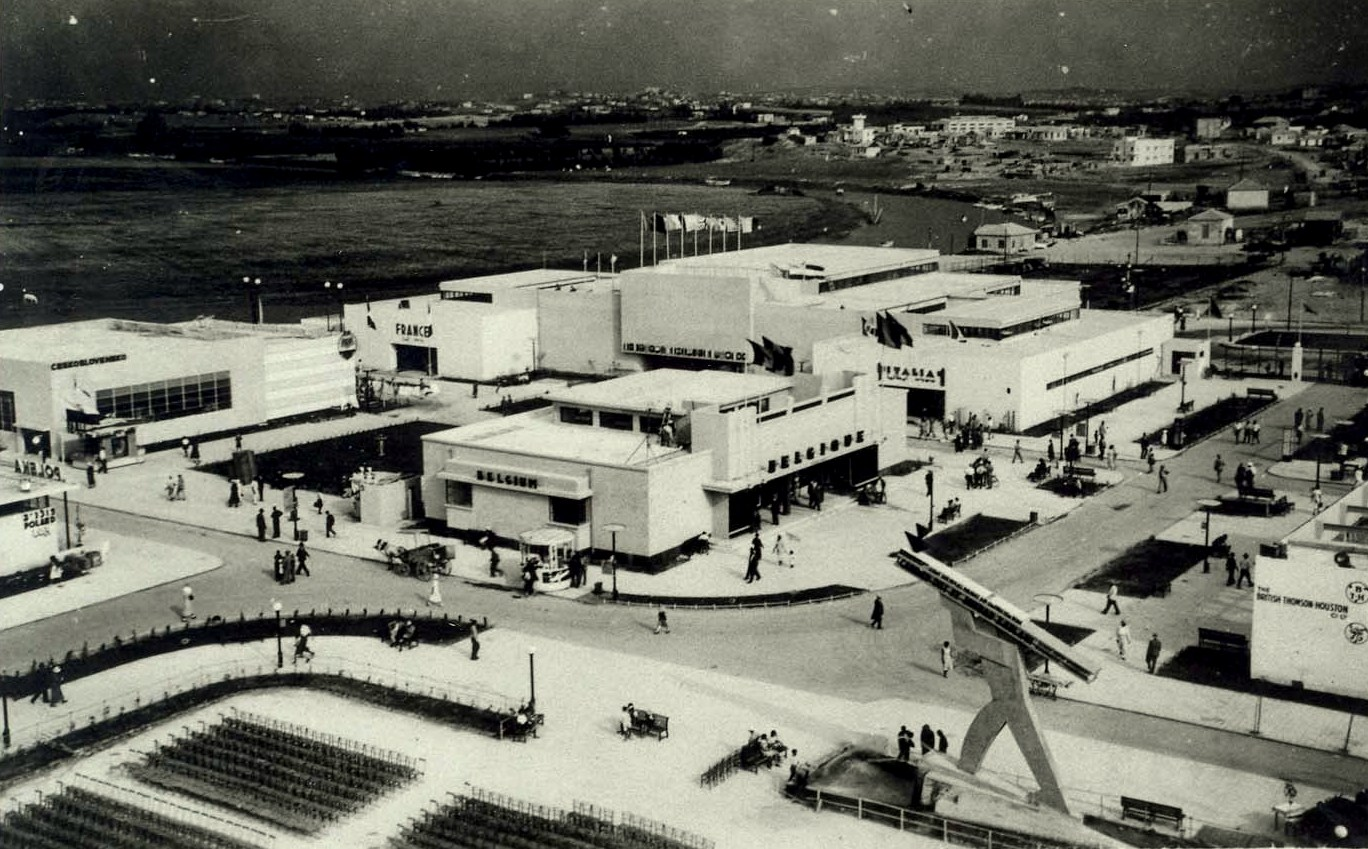
a entrada para o composto, no fundo - o Belga Pavilhão Pavilhão ao lado de Itália pelo Pavilhão Francês